# Callichromopsis
Callichromopsis is een kevergeslacht uit de familie van de boktorren (Cerambycidae). De wetenschappelijke naam van het geslacht werd voor het eerst geldig gepubliceerd in 1863 door Chevrolat.

## Soorten
Callichromopsis omvat de volgende soorten:
- Callichromopsis albosignatus Hayashi, 1977
- Callichromopsis furcifera (Aurivillius, 1922)
- Callichromopsis telephoroides (Westwood, 1848)